# 대한민국 제16대 대통령 선거 대전광역시
이 문서는 대한민국 제16대 대통령 선거의 대전광역시 지역 개표 결과이다.

## 개표 결과

### 동구
|  | 57.99% |

|  | 37.09% |

|  | 4.07% |

|  | 0.39% |

|  | 0.29% |

|  | 0.13% |

### 중구
|  | 54.95% |

|  | 40.32% |

|  | 4.03% |

|  | 0.35% |

|  | 0.22% |

|  | 0.10% |

### 서구
|  | 52.92% |

|  | 42.44% |

|  | 4.08% |

|  | 0.28% |

|  | 0.16% |

|  | 0.09% |

### 유성구
|  | 53.94% |

|  | 40.34% |

|  | 5.15% |

|  | 0.26% |

|  | 0.18% |

|  | 0.09% |

### 대덕구
|  | 57.81% |

|  | 35.99% |

|  | 5.50% |

|  | 0.32% |

|  | 0.21% |

|  | 0.13% |

## 전체 결과
|  | 55.09% |

|  | 39.82% |

|  | 4.43% |

|  | 0.32% |

|  | 0.21% |

|  | 0.11% |

새천년민주당 노무현 후보가 과반이 넘는 55.09%의 득표율을 기록하면서 대전광역시에서 승리를 거두었다. 이로써 민주당계 정당은 대전광역시에서 2연승을 거두게 되었으며 처음으로 과반이 넘는 득표율을 기록하면서 승리한 선거가 되었다.
한나라당 이회창 후보는 39.82%의 득표율로 2위를 차지했다. 이회창 후보는 지난 대선에 비해서 10%p 이상 득표율이 증가하였다.

### 주요 후보 결과
| 지역   | 이회창 | 이회창 | 노무현  | 노무현 |
| 지역   | 득표수 | 득표율 | 득표수  | 득표율 |
| ------ | ------ | ------ | ------- | ------ |
| 동구   | 42,817 | 37.09% | 66,942  | 57.99% |
| 중구   | 52,260 | 40.32% | 71,224  | 54.95% |
| 서구   | 98,176 | 42.44% | 122,397 | 52.92% |
| 유성구 | 35,618 | 40.34% | 47,621  | 53.94% |
| 대덕구 | 37,889 | 35.99% | 60,862  | 57.81% |

새천년민주당 노무현 후보가 대전광역시 내 전 지역에서 승리를 거두었다. 노무현 후보는 전 지역에서 과반 이상의 득표율을 기록하였으며 대전광역시 동부 지역에 위치한 동구와 대덕구에서 57%대의 득표율을 기록하면서 상대적으로 선전했다.
한나라당 이회창 후보는 전 지역에서 노무현 후보에게 밀리며 2위에 머물렀다. 특히 모든 지역에서 득표율 10%p 이상 차이가 나면서 완패했다.

## 같이 보기
- 대한민국 제16대 대통령 선거